# فردریک براندو
فردریک براندو (انگلیسی: Frédéric Brando؛ زادهٔ ۸ نوامبر ۱۹۷۳) بازیکن فوتبال اهل فرانسه است.
از باشگاه‌هایی که در آن بازی کرده‌است می‌توان به باشگاه فوتبال کلرمون فوت، آ.اس موناکو، باشگاه فوتبال لو آور، باشگاه فوتبال المپیک مارسی، و باشگاه فوتبال سدان اشاره کرد.